# 長歌行 (王昌齡)
《長歌行》是唐朝詩人王昌齡所創詩作，文學體裁為五言古詩。
长歌行，属乐府相和歌平调七曲之一，曲已经丢失，歌辞留世近十首。其中包括古辞三首，魏明帝曹叡、傅玄、陆机、谢灵运、南朝梁元帝各一首，沈约两首，唐朝李白、王昌龄各一首。

## 评价
“这些凄楚、萧条、肃杀的意象摄入诗中，或借景抒情，或烘托映衬，或点化暗示等等，愈发表现诗人沉痛悲苦的心情，并也凸现出悲怆沉郁的风格特征。”（毕士奎《论王昌龄的五言古诗》）

## 名句
人生須達命，有酒且長歌。